# Johannes Diederik van Leeuwen
Pour les articles homonymes, voir Van Leeuwen.
Johannes Diederik van Leeuwen, né le 26 février 1737 à Tiel et mort dans cette ville le 8 mars 1817, est un homme politique néerlandais.

## Biographie
Après des études à l'université d'Utrecht de 1756 à 1758, Van Leeuwen devient avocat dans sa ville natale. En 1764, il devient secrétaire adjoint du conseil municipal de Tiel. L'année suivante, il s'installe à Nimègue où il est chargé de contrôle les finances de la ville.
Ardent patriote, il participe activement à la première Révolution batave. En novembre 1787, lors de la restauration du prince d'Orange dans ses pouvoirs, sa maison est pillée. Lorsqu'éclate la seconde révolution, en janvier 1795, Van Leeuw est envoyé aux États généraux par la province de Gueldre. En février 1797, il est élu député de Tiel à la première assemblée nationale batave, où il siège dans la commission des Relations extérieures. Il est réélu en septembre 1797 lors du renouvellement de l'assemblée. 
Le 22 janvier 1798, il participe aux côtés des unitaristes au coup d'État fomenté par Pieter Vreede et conserve son siège jusqu'à la mise en place des institutions du Directoire batave, le 31 juillet 1798. Il devient alors membre de l'administration du département du Rhin.